# Andromeda-Tower
Der Andromeda-Tower ist ein Bürohochhaus im 22. Wiener Gemeindebezirk Donaustadt. Es wurde in den Jahren 1996 bis 1998 nach Plänen von Wilhelm Holzbauer als erstes Gebäude des neuen Stadtteils Donau City errichtet. Namensgebend war die Figur Andromeda aus der griechischen Mythologie.
Als Bauträger fungierte die WED Wiener Entwicklungsgesellschaft für den Donauraum AG, die den Bau nach der Fertigstellung für kolportierte 57 Millionen Euro an Billa-Gründer Karl Wlaschek verkaufte. Während man in den Sockelgeschoßen Geschäfte, Dienstleistungsunternehmen und Gastronomiebetriebe vorfindet, sind in den oberen Geschoßen Büros untergebracht. Mieter sind unter anderem die Ständige Vertretungen Japans und Österreichs bei den Internationalen Organisationen, die Computerfirma Unisys, ATB AG und General Electric.
Der Andromeda-Tower verfügt über eine Geschoßfläche von 34.450 m², verteilt auf 29 Geschoße. Seine Dachhöhe beträgt 103,5 Meter, inklusive der Antennen misst er 113 Meter. Er zählt damit zu den höchsten Bauwerken Wiens.